# Jennie Kidd Trout

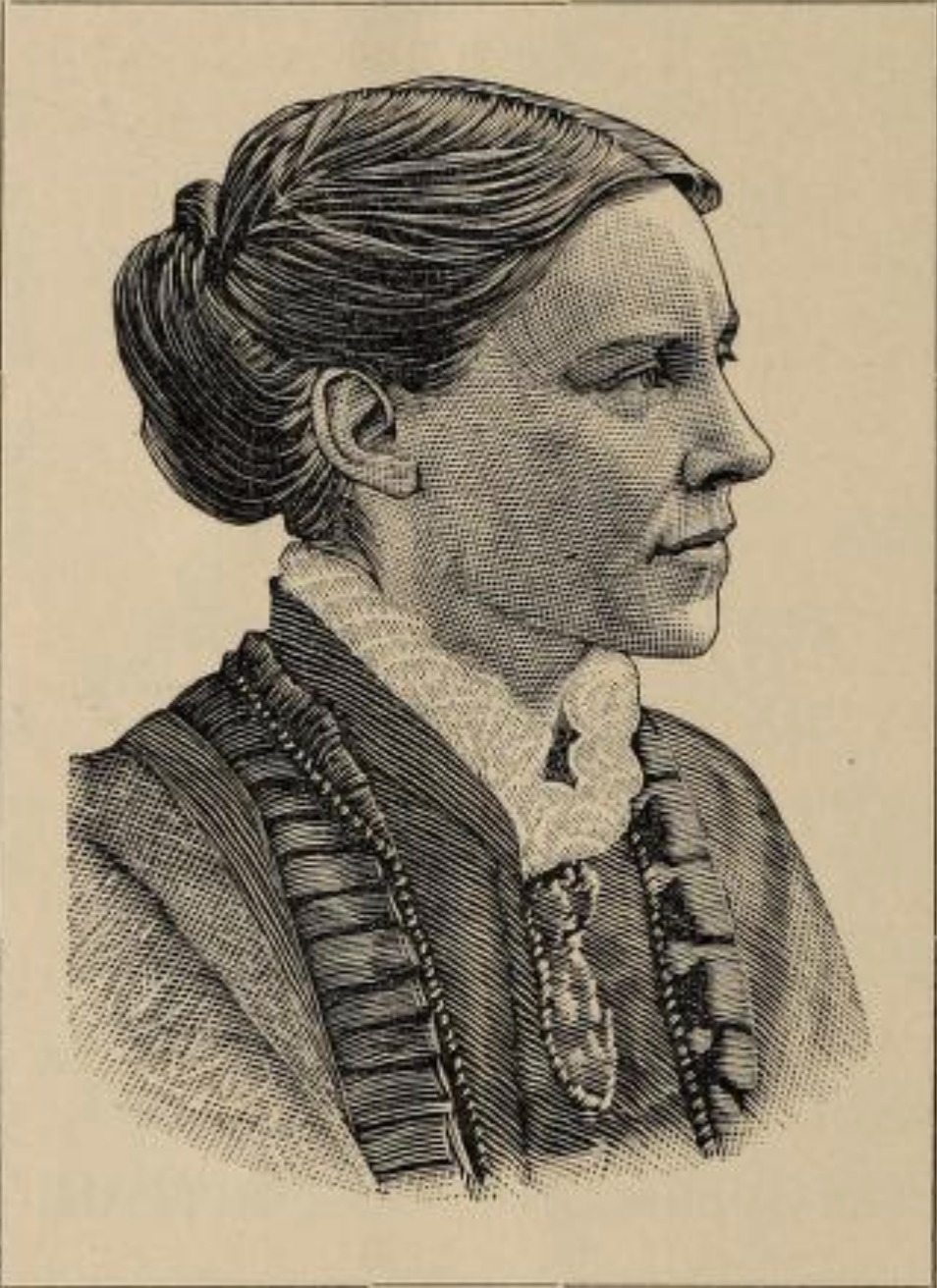
Jennie Kidd Trout, 1888

 Jennie Kidd Trout (* 21. April 1841 in Kelso, Schottland; † 10. November 1921 in Los Angeles, Kalifornien) war eine kanadische Medizinerin und Philanthropin. Sie war die erste Ärztin, die in Kanada als Ärztin zugelassen wurde. 1883 war sie an der Gründung des Women's Medical College in Kingston, Ontario beteiligt.

## Leben und Werk

Jennie Kidd Trout

Trout war die Tochter der Bauern Elizabeth Kidd und Andrew Gowanlock. Ihre Eltern waren Nachkommen eines verfolgten Schweizer Predigers, der Mitte des 18. Jahrhunderts nach Schottland geflohen war. Ihre Großmutter war Elizabeth Haldane, die erste weibliche Friedensrichterin in Schottland. Trout zog im Alter von sechs Jahren mit ihrer Familie in die Nähe von Stratford (Ontario). 1860 besuchte sie in Toronto die Normal School for Upper Canada, die zu dieser Zeit als einzige weiterführende Schule in Kanada Frauen aufnahm. Nach ihrem Abschluss im Jahr 1861 kehrte sie in die Gegend von Stratford zurück und unterrichtete von 1861 bis 1865 an einer öffentlichen Schule.
1865 heiratete sie den Verleger Edward Trout, mit dem sie in Toronto lebte. Im Jahr 1867 gründete ihr Ehemann zusammen mit seinem Bruder John Malcolm Trout eine wöchentliche Finanzzeitschrift Monetary Times. Als John Trout 1876 an Tuberkulose starb und Edward als Alleininhaber zurückblieb, war die Zeitung in Kanada eine hoch angesehene Wirtschaftszeitschrift. Bald nach der Heirat litt Trout unter nervösen Störungen und fand in der neuen Elektrotherapie eine Linderung ihrer Beschwerden.

## Medizinstudium
Trouts Ehemann unterstützt auch finanziell ihren Traum Ärztin zu werden. 1869 zog sie mit ihrem Ehemann in das Haus der Ärztin Emily Stowe und deren Familie in Toronto. Gemeinsam kämpften Trout und Stowe darum, die Toronto School of Medicine besuchen zu können, wo weibliche Studenten noch nicht zugelassen waren. Im Jahr 1871 wurden Trout und Stowe aufgenommen und besuchten einen einjährigen Qualifikationskurs an der Schule. Zusammen mit Stowe war Trout eine der beiden ersten Frauen, die dort Kurse besuchten. Obwohl sie auf den Widerstand und die Feindseligkeit einiger männlicher Studenten und Professoren stieß, bestand Trout 1872 ihre Eignungskurse.
Zu dieser Zeit akzeptierten jedoch keine medizinischen Fakultäten in Kanada weibliche Studierende. Daher studierte Trout am Woman's Medical College of Pennsylvania in Philadelphia. Das College war eine christliche Einrichtung mit Schwerpunkt auf Mission und Missionsarbeit und es wurden Kurse in Elektrotherapie angeboten. In ihrer Doktorarbeit schrieb Trout über die medizinische Verwendung des Schlafmohns. Nach dreijährigem Studium schloss Trout 1875 ihr Studium mit der Promotion in Medizin ab und kehrte nach Kanada zurück. Später in diesem Jahr bestand sie die Prüfungen des College of Physicians and Surgeons in Ontario und wurde damit die erste Frau, die in Kanada als Ärztin zugelassen wurde. Bis Emily Stowe 1880 ihre Zulassung erhielt, blieb die erste zugelassene Ärztin in Kanada.

## Arztpraxis und Apotheke
1875 eröffnete Trout mit ihrer Mitabsolventin des Woman's Medical College of Pennsylvania Emily Amelia Tefft eine Arztpraxis in Toronto. In ihrer Klinik spezialisierten sie sich auf Behandlungen für Frauen, darunter Elektrotherapie. Trouts eröffnete auch eine kostenlose Apotheke für Patienten, die sich Medikamente nicht leisten konnten. Um die Kosten der kostenlosen Apotheke zu decken, hielt Trout Vorträge in Toronto, Hamilton, Brantford und Meaford. Da die Vortragsgebühren nicht ausreichten die Kosten der Apotheke zu decken, wurde diese 1876 geschlossen.
1877 erweiterten Trout und Tefft ihre Praxis und eröffneten das Medical and Electro-Therapeutic Institute in Toronto, wo sie bei der Behandlung von Frauen Elektrizität und galvanische Bäder nutzten. Sie behandelten täglich etwa 40 Patientinnen. Das Medical and Electro-Therapeutic Institute erfreute sich großer Beliebtheit und Trout und Tefft eröffneten später Kliniken in Hamilton und Brantford. Die Kliniken wurden von weiblichen Mitarbeitern geleitet, 1880 wurde ein beratender Arzt eingestellt.
1882 unternahm Trout in den Wintermonaten wegen ihres sich verschlechternden Gesundheitszustands einen Urlaub in Florida. Im selben Jahr ging sie im Alter von 41 Jahren als Ärztin in den Ruhestand.

## Medical College for Women
Sie setzte sich dann für die medizinische Ausbildung kanadischer Frauen ein. 1883 plante eine Gruppe von Ärzten der Toronto School of Medicine unter der Leitung von Michael Barrett eine neue medizinische Fakultät für Frauen in Toronto. Trout sagte eine finanzielle Unterstützung zu in Höhe von 10.000 US-Dollar unter der Bedingung, dass Frauen die Mehrheit der Kuratoren im Vorstand stellten und an der Fakultät unterrichten durften. Barrett lehnte Trouts Vorschlag jedoch ab.
1883 wurde das teilweise mit 10000 US-Dollar von Trout finanzierte Kingston Women's Medical College in Kingston eröffnet, welches eine getrennte Studienumgebung anbot. Das College war der Queen’s University angegliedert.
Später in diesem Jahr änderte Barrett seine Position an der Toronto School und Stowe beteiligte sich an der Gründung der Toronto School of Medicine. Die Toronto School wurde im Oktober 1883 eröffnet und das Women's Medical College in Kingston eröffnete bereits am nächsten Tag. Die beiden Colleges rivalisierten, bis sich 1894 die Toronto School of Medicine und das Women's Medical College (Kingston) zum Ontario Medical College for Women in Toronto zusammenschlossen.

## Weitere Aktivitäten
Nach ihrer Pensionierung interessierte sich Trout zunehmend für das Bibelstudium und engagierte sich in der christlichen Missionsarbeit im Ausland. Trout engagierte sich auch in der Abstinenzbewegung. Sie fungierte als Vizepräsidentin und später als Präsidentin der Women's Temperance Union. Sie war außerdem Vizepräsidentin der Association for the Advancement of Women.
Trout und ihr Mann kauften 1903 ein Stück Land in Palma Sola, Bradenton, in Florida und bauten dort ein Winterhaus. Sie adoptierten seine Großnichte und seinen Großneffen, nachdem diese Waisen geworden waren. 1908 zog die Familie Trout endgültig in die Vereinigten Staaten und wohnte in Hollywood.
Trout starb 1921 im Alter von 80 Jahren in ihrem Haus.

## Ehrungen
- 1991 gab die Canada Post ihr zu Ehren eine Briefmarke heraus, um an sie als erste Frau mit der Zulassung als Ärztin in Kanada zu erinnern.
- Am 21. April 2018 feierte Google ihren 177. Geburtstag mit einem Google Doodle.[5][6]
- 2025 wurde Trout in die Canadian Medical Hall of Fame aufgenommen.